# Waukee (Iowa)
Waukee – miasto w Stanach Zjednoczonych, w stanie Iowa, w hrabstwie Dallas. W 2008 liczyło 12 367 mieszkańców.